# Чемпіонат Європи з футболу 1988 (кваліфікаційний раунд)
Кваліфікаційний турнір Чемпіонату Європи з футболу 1988 року відбувався з 10 вересня 1986 по 20 грудня 1987 року. Тридцять дві команди-учасниці було розбито на сім груп: три групи по чотири команди і чотири групи по п’ять команд. В рамках групи кожна команда мала зіграти з кожною іншою два матчі: один на своєму полі, другий — на полі суперника. До фінального турніру автоматично потрапляли переможці кожної групи. Західна Німеччина потрапляла до фінальної частини змагання автоматично як господар чемпіонату.

## Група 1
|         |   |   |   |   |    |    |    |
| Команда | І | В | Н | П | МЗ | МП | О  |
| Іспанія | 6 | 5 | 0 | 1 | 14 | 6  | 10 |
| Румунія | 6 | 4 | 1 | 1 | 13 | 3  | 9  |
| Австрія | 6 | 2 | 1 | 3 | 6  | 9  | 5  |
| Албанія | 6 | 0 | 0 | 6 | 2  | 17 | 0  |
|         |   |   |   |   |    |    |    |

| Результати        |                   |         |           |         |
| Дата              | Місце проведення  |         | Результат |         |
| 10 вересня 1986   | Бухарест, Румунія | Румунія | 4:0       | Австрія |
| 15 жовтня 1986    | Грац, Австрія     | Австрія | 3:0       | Албанія |
| 12 листопада 1986 | Севілья, Іспанія  | Іспанія | 1:0       | Румунія |
| 3 грудня 1986     | Тирана, Албанія   | Албанія | 1:2       | Іспанія |
| 25 березня 1987   | Бухарест, Румунія | Румунія | 5:1       | Албанія |
| 1 квітня 1987     | Відень, Австрія   | Австрія | 2:3       | Іспанія |
| 29 квітня 1987    | Тирана, Албанія   | Албанія | 0:1       | Австрія |
| 29 квітня 1987    | Бухарест, Румунія | Румунія | 3:1       | Іспанія |
| 14 жовтня 1987    | Севілья, Іспанія  | Іспанія | 2:0       | Австрія |
| 28 жовтня 1987    | Вльора, Албанія   | Албанія | 0:1       | Румунія |
| 18 листопада 1987 | Севілья, Іспанія  | Іспанія | 5:0       | Албанія |
| 18 листопада 1987 | Відень, Австрія   | Австрія | 0:0       | Румунія |
|                   |                   |         |           |         |

## Група 2
|            |   |   |   |   |    |    |    |
| Команда    | І | В | Н | П | МЗ | МП | О  |
| Італія     | 8 | 6 | 1 | 1 | 16 | 4  | 13 |
| Швеція     | 8 | 4 | 2 | 2 | 12 | 5  | 10 |
| Португалія | 8 | 2 | 4 | 2 | 6  | 8  | 8  |
| Швейцарія  | 8 | 1 | 5 | 2 | 9  | 9  | 7  |
| Мальта     | 8 | 0 | 2 | 6 | 4  | 21 | 2  |
|            |   |   |   |   |    |    |    |

| Результати        |                      |            |           |            |
| Дата              | Місце проведення     |            | Результат |            |
| 24 вересня 1986   | Стокгольм, Швеція    | Швеція     | 2:0       | Швейцарія  |
| 12 жовтня 1986    | Лісабон, Португалія  | Португалія | 1:1       | Швеція     |
| 29 жовтня 1986    | Берн, Швейцарія      | Швейцарія  | 1:1       | Португалія |
| 15 листопада 1986 | Мілан, Італія        | Італія     | 3:2       | Швейцарія  |
| 16 листопада 1986 | Валлетта, Мальта     | Мальта     | 0:5       | Швеція     |
| 6 грудня 1986     | Валлетта, Мальта     | Мальта     | 0:2       | Італія     |
| 24 січня 1987     | Бергамо, Італія      | Італія     | 5:0       | Мальта     |
| 14 лютого 1987    | Лісабон, Португалія  | Португалія | 0:1       | Італія     |
| 29 березня 1987   | Фуншал, Португалія   | Португалія | 2:2       | Мальта     |
| 15 квітня 1987    | Невшатель, Швейцарія | Швейцарія  | 4:1       | Мальта     |
| 23 травня 1987    | Гетеборг, Швеція     | Швеція     | 1:0       | Мальта     |
| 3 червня 1987     | Стокгольм, Швеція    | Швеція     | 1:0       | Італія     |
| 17 червня 1987    | Лозанна, Швейцарія   | Швейцарія  | 1:1       | Швеція     |
| 23 вересня 1987   | Стокгольм, Швеція    | Швеція     | 0:1       | Португалія |
| 17 жовтня 1987    | Берн, Швейцарія      | Швейцарія  | 0:0       | Італія     |
| 11 листопада 1987 | Порту, Португалія    | Португалія | 0:0       | Швейцарія  |
| 14 листопада 1987 | Неаполь, Італія      | Італія     | 2:1       | Швеція     |
| 15 листопада 1987 | Валлетта, Мальта     | Мальта     | 1:1       | Швейцарія  |
| 5 грудня 1987     | Мілан, Італія        | Італія     | 3:0       | Португалія |
| 20 грудня 1987    | Валлетта, Мальта     | Мальта     | 0:1       | Португалія |
|                   |                      |            |           |            |

## Група 3
|          |   |   |   |   |    |    |    |
| Команда  | І | В | Н | П | МЗ | МП | О  |
| СРСР     | 8 | 5 | 3 | 0 | 14 | 3  | 13 |
| НДР      | 8 | 4 | 3 | 1 | 13 | 4  | 11 |
| Франція  | 8 | 1 | 4 | 3 | 4  | 7  | 6  |
| Ісландія | 8 | 2 | 2 | 4 | 4  | 14 | 6  |
| Норвегія | 8 | 1 | 2 | 5 | 5  | 12 | 4  |
|          |   |   |   |   |    |    |    |

| Результати        |                       |          |           |          |
| Дата              | Місце проведення      |          | Результат |          |
| 10 вересня 1986   | Рейк’явік, Ісландія   | Ісландія | 0:0       | Франція  |
| 24 вересня 1986   | Рейк’явік, Ісландія   | Ісландія | 1:1       | СРСР     |
| 24 вересня 1986   | Осло, Норвегія        | Норвегія | 0:0       | НДР      |
| 11 жовтня 1986    | Париж, Франція        | Франція  | 0:2       | СРСР     |
| 29 жовтня 1986    | Сімферополь, СРСР     | СРСР     | 4:0       | Норвегія |
| 29 жовтня 1986    | Карл-Маркс-Штадт, НДР | НДР      | 2:0       | Ісландія |
| 16 листопада 1986 | Лейпциг, НДР          | НДР      | 0:0       | Франція  |
| 29 квітня 1987    | Париж, Франція        | Франція  | 2:0       | Ісландія |
| 29 квітня 1987    | Київ, СРСР            | СРСР     | 2:0       | НДР      |
| 3 червня 1987     | Осло, Норвегія        | Норвегія | 0:1       | СРСР     |
| 3 червня 1987     | Рейк’явік, Ісландія   | Ісландія | 0:6       | НДР      |
| 16 червня 1987    | Осло, Норвегія        | Норвегія | 2:0       | Франція  |
| 9 вересня 1987    | Москва, СРСР          | СРСР     | 1:1       | Франція  |
| 9 вересня 1987    | Рейк’явік, Ісландія   | Ісландія | 2:1       | Норвегія |
| 23 вересня 1987   | Осло, Норвегія        | Норвегія | 0:1       | Ісландія |
| 10 жовтня 1987    | Берлін, НДР           | НДР      | 1:1       | СРСР     |
| 14 жовтня 1987    | Париж, Франція        | Франція  | 1:1       | Норвегія |
| 28 жовтня 1987    | Сімферополь, СРСР     | СРСР     | 2:0       | Ісландія |
| 28 жовтня 1987    | Магдебург, НДР        | НДР      | 3:1       | Норвегія |
| 18 листопада 1987 | Париж, Франція        | Франція  | 0:1       | НДР      |
|                   |                       |          |           |          |

## Група 4
|                   |   |   |   |   |    |    |    |
| Команда           | І | В | Н | П | МЗ | МП | О  |
| Англія            | 6 | 5 | 1 | 0 | 19 | 1  | 11 |
| Югославія         | 6 | 4 | 0 | 2 | 13 | 9  | 8  |
| Північна Ірландія | 6 | 1 | 1 | 4 | 2  | 10 | 5  |
| Туреччина         | 6 | 0 | 2 | 4 | 2  | 16 | 2  |
|                   |   |   |   |   |    |    |    |

| Результати        |                            |                   |           |                   |
| Дата              | Місце проведення           |                   | Результат |                   |
| 15 жовтня 1986    | Лондон, Англія             | Англія            | 3:0       | Північна Ірландія |
| 29 жовтня 1986    | Спліт, Югославія           | Югославія         | 4:0       | Туреччина         |
| 12 листопада 1986 | Лондон, Англія             | Англія            | 2:0       | Югославія         |
| 12 листопада 1986 | Ізмір, Туреччина           | Туреччина         | 0:0       | Північна Ірландія |
| 1 квітня 1987     | Белфаст, Північна Ірландія | Північна Ірландія | 0:2       | Англія            |
| 29 квітня 1987    | Белфаст, Північна Ірландія | Північна Ірландія | 1:2       | Югославія         |
| 29 квітня 1987    | Ізмір, Туреччина           | Туреччина         | 0:0       | Англія            |
| 14 жовтня 1987    | Сараєво, Югославія         | Югославія         | 3:0       | Північна Ірландія |
| 14 жовтня 1987    | Лондон, Англія             | Англія            | 8:0       | Туреччина         |
| 11 листопада 1987 | Белград, Югославія         | Югославія         | 1:4       | Англія            |
| 11 листопада 1987 | Белфаст, Північна Ірландія | Північна Ірландія | 1:0       | Туреччина         |
| 16 грудня 1987    | Ізмір, Туреччина           | Туреччина         | 2:3       | Югославія         |
|                   |                            |                   |           |                   |

## Група 5
|            |   |   |   |   |    |    |    |
| Команда    | І | В | Н | П | МЗ | МП | О  |
| Нідерланди | 8 | 6 | 2 | 0 | 15 | 1  | 14 |
| Греція     | 8 | 4 | 1 | 3 | 12 | 13 | 9  |
| Угорщина   | 8 | 4 | 0 | 4 | 13 | 11 | 8  |
| Польща     | 8 | 3 | 2 | 3 | 9  | 11 | 8  |
| Кіпр       | 8 | 0 | 1 | 7 | 3  | 16 | 1  |
|            |   |   |   |   |    |    |    |

| Результати        |                       |            |           |            |
| Дата              | Місце проведення      |            | Результат |            |
| 15 жовтня 1986    | Будапешт, Угорщина    | Угорщина   | 0:1       | Нідерланди |
| 15 жовтня 1986    | Познань, Польща       | Польща     | 2:1       | Греція     |
| 12 листопада 1986 | Афіни, Греція         | Греція     | 2:1       | Угорщина   |
| 19 листопада 1986 | Амстердам, Нідерланди | Нідерланди | 0:0       | Польща     |
| 3 грудня 1986     | Нікосія, Кіпр         | Кіпр       | 2:4       | Греція     |
| 21 грудня 1986    | Лімасол, Кіпр         | Кіпр       | 0:2       | Нідерланди |
| 14 січня 1987     | Афіни, Греція         | Греція     | 3:1       | Кіпр       |
| 8 лютого 1987     | Нікосія, Кіпр         | Кіпр       | 0:1       | Угорщина   |
| 25 березня 1987   | Роттердам, Нідерланди | Нідерланди | 1:1       | Греція     |
| 12 квітня 1987    | Гданськ, Польща       | Польща     | 0:0       | Кіпр       |
| 29 квітня 1987    | Афіни, Греція         | Греція     | 1:0       | Польща     |
| 29 квітня 1987    | Роттердам, Нідерланди | Нідерланди | 2:0       | Угорщина   |
| 17 травня 1987    | Будапешт, Угорщина    | Угорщина   | 5:3       | Польща     |
| 23 вересня 1987   | Варшава, Польща       | Польща     | 3:2       | Угорщина   |
| 14 жовтня 1987    | Будапешт, Угорщина    | Угорщина   | 3:0       | Греція     |
| 14 жовтня 1987    | Забже, Польща         | Польща     | 0:2       | Нідерланди |
| 11 листопада 1987 | Лімасол, Кіпр         | Кіпр       | 0:1       | Польща     |
| 2 грудня 1987     | Будапешт, Угорщина    | Угорщина   | 1:0       | Кіпр       |
| 9 грудня 1987 *   | Амстердам, Нідерланди | Нідерланди | 4:0       | Кіпр       |
| 16 грудня 1987    | Родос, Греція         | Греція     | 0:3       | Нідерланди |
|                   |                       |            |           |            |

* — початково цей матч відбувався 28 жовтня 1987, і Нідерланди перемогли в ньому з рахунком 8:0.  Але під час цього матчу в голову воротарю кіпрської збірної влучила димова шашка, яку було кинуто з трибун. Згідно з рішенням UEFA матч був переграний 9 грудня при пустих трибунах.

## Група 6
|                |   |   |   |   |    |    |   |
| Команда        | І | В | Н | П | МЗ | МП | О |
| Данія          | 6 | 3 | 2 | 1 | 4  | 2  | 8 |
| Чехословаччина | 6 | 2 | 3 | 1 | 7  | 5  | 7 |
| Уельс          | 6 | 2 | 2 | 2 | 7  | 5  | 6 |
| Фінляндія      | 6 | 1 | 1 | 4 | 4  | 10 | 3 |
|                |   |   |   |   |    |    |   |

| Результати        |                            |                |           |                |
| Дата              | Місце проведення           |                | Результат |                |
| 10 вересня 1986   | Гельсінкі, Фінляндія       | Фінляндія      | 1:1       | Уельс          |
| 15 жовтня 1986    | Брно, Чехословаччина       | Чехословаччина | 3:0       | Фінляндія      |
| 29 жовтня 1986    | Копенгаген, Данія          | Данія          | 1:0       | Фінляндія      |
| 12 листопада 1986 | Братислава, Чехословаччина | Чехословаччина | 0:0       | Данія          |
| 1 квітня 1987     | Рексем, Уельс              | Уельс          | 4:0       | Фінляндія      |
| 29 квітня 1987    | Гельсінкі, Фінляндія       | Фінляндія      | 0:1       | Данія          |
| 29 квітня 1987    | Рексем, Уельс              | Уельс          | 1:1       | Чехословаччина |
| 3 червня 1987     | Копенгаген, Данія          | Данія          | 1:1       | Чехословаччина |
| 9 вересня 1987    | Кардіфф, Уельс             | Уельс          | 1:0       | Данія          |
| 9 вересня 1987    | Гельсінкі, Фінляндія       | Фінляндія      | 3:0       | Чехословаччина |
| 14 жовтня 1987    | Копенгаген, Данія          | Данія          | 1:0       | Уельс          |
| 11 листопада 1987 | Прага, Чехословаччина      | Чехословаччина | 2:0       | Уельс          |
|                   |                            |                |           |                |

## Група 7
|            |   |   |   |   |    |    |    |
| Команда    | І | В | Н | П | МЗ | МП | О  |
| Ірландія   | 8 | 4 | 3 | 1 | 10 | 5  | 11 |
| Болгарія   | 8 | 4 | 2 | 2 | 12 | 6  | 10 |
| Бельгія    | 8 | 3 | 3 | 2 | 16 | 8  | 9  |
| Шотландія  | 8 | 3 | 3 | 2 | 7  | 5  | 9  |
| Люксембург | 8 | 0 | 1 | 7 | 2  | 23 | 1  |
|            |   |   |   |   |    |    |    |

| Результати        |                        |            |           |            |
| Дата              | Місце проведення       |            | Результат |            |
| 10 вересня 1986   | Глазго, Шотландія      | Шотландія  | 0:0       | Болгарія   |
| 10 вересня 1986   | Брюссель, Бельгія      | Бельгія    | 2:2       | Ірландія   |
| 14 жовтня 1986    | Люксембург, Люксембург | Люксембург | 0:6       | Бельгія    |
| 15 жовтня 1986    | Дублін, Ірландія       | Ірландія   | 0:0       | Шотландія  |
| 12 листопада 1986 | Глазго, Шотландія      | Шотландія  | 0:3       | Люксембург |
| 19 листопада 1986 | Брюссель, Бельгія      | Бельгія    | 1:1       | Болгарія   |
| 18 лютого 1987    | Глазго, Шотландія      | Шотландія  | 0:1       | Ірландія   |
| 1 квітня 1987     | Брюссель, Бельгія      | Бельгія    | 4:1       | Шотландія  |
| 1 квітня 1987     | Софія, Болгарія        | Болгарія   | 2:1       | Ірландія   |
| 29 квітня 1987    | Дублін, Ірландія       | Ірландія   | 0:0       | Бельгія    |
| 30 квітня 1987    | Люксембург, Люксембург | Люксембург | 1:4       | Болгарія   |
| 20 травня 1987    | Софія, Болгарія        | Болгарія   | 3:0       | Люксембург |
| 28 травня 1987    | Люксембург, Люксембург | Люксембург | 0:2       | Ірландія   |
| 9 вересня 1987    | Дублін, Ірландія       | Ірландія   | 2:1       | Люксембург |
| 23 вересня 1987   | Софія, Болгарія        | Болгарія   | 2:0       | Бельгія    |
| 14 жовтня 1987    | Глазго, Шотландія      | Шотландія  | 2:0       | Бельгія    |
| 14 жовтня 1987    | Дублін, Ірландія       | Ірландія   | 2:0       | Болгарія   |
| 11 листопада 1987 | Брюссель, Бельгія      | Бельгія    | 3:0       | Люксембург |
| 11 листопада 1987 | Софія, Болгарія        | Болгарія   | 0:1       | Шотландія  |
| 2 грудня 1987     | Альзет, Люксембург     | Люксембург | 0:0       | Шотландія  |
|                   |                        |            |           |            |

## Фіналісти
До фінального турніру Чемпіонату Європи з футболу 1988 року потрапили такі команди:
1. Англія — переможець групи 4.
2. Данія — переможець групи 6 .
3. Ірландія — переможець групи 7.
4. Іспанія — переможець групи 1.
5. Італія — переможець групи 2.
6. Нідерланди — переможець групи 5.
7. СРСР — переможець групи 3.
8. ФРН — господар турніру.